# معوية البراز
معوية البراز (الاسم العلمي: Enterococcus faecalis) هي نوع من البكتيريا تتبع جنس المكورة المعوية من فصيلة المكورات المعوية.